# Hans Neusidler
Hans Neusidler oder Hans Newsidler (auch Neusiedler und Neysidler; * 1508 oder 1509 in Preßburg; † 2. Februar 1563 in Nürnberg) war ein deutscher „Lautenschlager“ (Lautenist) und Komponist ungarischer Herkunft. Er gilt als einer der Hauptvertreter der frühen deutschen Lautenmusik.

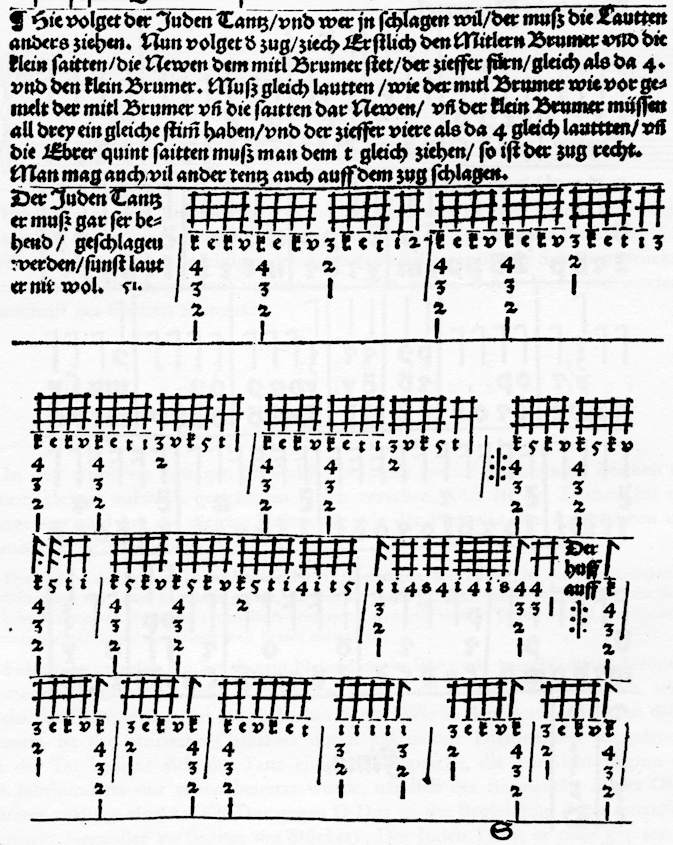
Der Juden Tantz, Lautentabulatur von Hans Neusidler

## Leben
Hans Neusidler, dessen Familie wahrscheinlich aus der am Nordufer des Neusiedler Sees liegenden Stadt Neusiedl am See stammt, zog im Jahr seiner Hochzeit mit der Nürnbergerin Margaretha Regenfus 1530 nach Nürnberg, wo seine Werke auch zuerst veröffentlicht wurden. Seine zunächst im Selbstverlag herausgegebenen Notenbücher enthalten ausführliche Anweisungen zum Spiel der Laute nach der deutschen Lautentabulatur und waren daher für den Selbstunterricht gedacht. Sie hatten großen Erfolg, weshalb Verleger aus Venedig, Frankfurt und Straßburg seine Lautentabulaturen nachdruckten. „Wie die meisten deutschen Lautenisten der Epoche repräsentiert auch er den Typus des gediegenen musikalischen Handwerkers, der‚ von seiner Kunst, soviel ihm Gott, von dem alle Gaben kommen, Gnad verliehen hat, seinen Freunden und Schülern mitteilt‘.“
Seine bedeutendsten Veröffentlichungen waren:
- 1536 Ein Newgeordent Künstlich Lautenbuch. In zwen theyl getheylt. Der erst für die anfahenden Schuler […]. Johannes Petreius, Nürnberg 1536 (mit fünfjährigem Nachdruckverbot).[3]
- 1540 Ein newes Lautenbüchlein, mit vil schonen Liedern […] auch Teutsch und Welsche Tenz. […]. Hans Guldenmund, Nürnberg 1540 (mit zweijährigem Nachdruckverbot).
- 1544 Das Dritt Buch […]. Hans Günther, Nürnberg 1544
- 1549 Das Ander Buch fur die erfahrnen […].

Die Söhne Hans Neusidlers Melchior Neusidler (1531–1590) und Conrad Neusidler (1541 bis nach 1604) waren ebenfalls Lautenisten und Komponisten. 1556 starb seine Frau Margeretha. Eine zweite Ehe schloss Hans Neusidler fünf Monate später, am 4. Mai 1556, mit Walpurg Wittig (gestorben 1562). Insgesamt hatte Neusidler 16 Kinder. Er starb 1563 im Haus neben dem Nürnberger Zachariasbad.
Neusidlers Gassenhauer diente als Vorlage für die gleichnamige Komposition von Carl Orffs Mitarbeiterin Gunild Keetman von 1952, die zu den beliebtesten Stücken des Orff-Schulwerks gehört.
Weitere populäre Werke Neusidlers sind „Welsche Tänze“ (etwa Wascha mesa), Ein Niderlendisch tentzlein und der Juden-Tanz.